# Okresní kolo
Okresní kolo (v anglickém originále Sectionals) je 13. epizoda amerického televizního seriálu Glee. Poprvé se vysílala na televizní stanici Fox 9. prosince 2009. Epizodu napsal a režíroval spoluautor seriálu, Brad Falchuk a ukončuje první polovinu první série Glee. V této epizodě vyhraje sbor okresní kolo soutěže a může pokračovat do regionálního kola. Finn (Cory Monteith) zjistí, že není otcem dítěte, které čeká jeho přítelkyně Quinn (Dianna Agron). Fotbalový trenér Ken Tanaka (Patrick Gallagher) se rozchází se svou snoubenkou Emmou (Jayma Mays), protože se dozví o jejích citech k vedoucímu sboru Willovi Schuesterovi (Matthew Morrison). Will odchází od své ženy Terri (Jessalyn Gilsig) a s Emmou se na konci epizody políbí. V této epizodě se také vrací Eve a Michael Hitchcock jako Grace Hitchens a Dalton Rumba, vedoucí konkurenčních sborů.
V epizodě zazní cover verze šesti písní. Studiové nahrávky čtyř písní byly vydány jako singly, jsou dostupné ke stažení a jsou obsaženy na albu Glee: The Music, Volume 2. Epizodu v den vysílání sledovalo 8,127 milionů amerických diváků a získala většinou pozitivní ohlasy od kritiků. Hudební vystoupení byly chváleny stejně jako rozvoj vztahu mezi Emmou a Willem, ačkoliv redaktor Dan Snierson z Entertainment Weekly poznamenal, že by bylo možná lepší nechat jejich románek nevyřešený.

## Obsah
Will Schuester se nesmí zúčastnit okresního kola soutěže školních sborů, kvůli tomu, že porušil pravidla soutěže. Školní poradkyně Emma Pillsburry požádá o přeložení svatby o pár hodin později, aby mohla sbor doprovázet na soutěž ona, což nelibě nese její snoubenec, fotbalový trenér Ken Tanaka. Většina sboru už ví, že Puck (Mark Salling) je ve skutečnosti otcem Quinnina dítěte a ne Finn. Snaží se tuto informaci ukrýt před Rachel, protože ví, že by to prozradila Finnovi. Emma převezme ve sboru Willovu roli vedoucího skupiny a pomůže sestavit sboru seznam písní. Zvolí se dvě předem dohodnuté písně a Rachel přednese návrh, že chce zpívat sólově baladu; Mercedes je ale proti a zazpívá píseň „And I Am Telling You I'm Not Going“, po které následuje velký aplaus. Rachel souhlasí, že by si Mercedes zasloužila zpívat sólo a obejme ji.
Mezitím Rachel jistí, že je Puck otcem Quinnina dítěte a řekne to Finnovi; ten zaútočí na Pucka a konfrontuje Quinn, která mu v slzách přizná pravdu. Finn je velmi rozzlobený a rozhodne se před soutěží opustit sbor; je nahrazen školním novinářem Jacobem Benem Israelem (Josh Sussman). New Directions přicházejí na soutěž a zjistí, že vedoucí konkurenčních sborů získali kopie jejich seznamu písní pro soutěž a sbory vystupují se všemi písněmi, které měly New Directions připraveny. Emma volá Willovi, který přesvědčí Finna, aby pomohl svým spolužákům se sboru. Emma poté konfrontuje vedoucí konkurenčních sborů Grace Hitchens (Eve) a Daltona Rumbu (Michael Hitchcock), zatímco New Directions sestavují nový seznam písní na poslední chvíli, když najednou přijde Finn s notami nových písniček a ke sboru se opět přidává. Rachel požádá Mercedes, aby zpívala jinou baladu, ale ta i se zbytkem sboru trvá na tom, aby sólovou píseň zpívala Rachel, protože má nejlepší provedení písní „za běhu“. Zazpívá sólově píseň „Don't Rain on My Parade“ a na konci zažije potlesk ve stoje. Poté ještě celý sbor zpívá „You Can't Always Get What You Want“ od Rolling Stones za aplausu a radosti publika. Po jejich hudebním čísle se chce Grace omluvit za své chování porotcům, ale ti už se rozhodli, že New Directions vyhráli soutěž.
Když Will zjistil, že Terri těhotenství jen předstírala, řekne ji, že už k ní necítí to, co cítil, když se do sebe poprvé zamilovali. Později přichází na svatbu Emmy a Kena, ale zjistí, že Ken zrušil svatbu, protože se dozvěděl o citech, které Emma chová k Willovi. Emma Willovi oznamuje, že odchází ze školy, protože by pro ní bylo těžké po tom všem pracovat s ním a Kenem. Ve škole ředitel Figgins Principal Figgins (Iqbal Theba) vyhazuje trenérku rozleskávaček Sue Sylvester (Jane Lynch), protože zveřejnila seznam písní sboru a znovu ustanoví Willa vedoucím New Directions. Členové sboru ukazují Willovi trofej a zpívají mu píseň „My Life Would Suck Without You“. Když se Emma rozhoduje, že opustí školu, Will ji zastihne a políbí ji. Oba jsou šťastni, ale je neznámé, co bude následovat.

## Seznam písní
- „And I Am Telling You I'm Not Going“
- „Proud Mary“
- „Don't Stop Believin'“
- „Don't Rain on My Parade“
- „You Can't Always Get What You Want“
- „My Life Would Suck Without You“

## Hrají
- Dianna Agron - Quinn Fabray
- Chris Colfer - Kurt Hummel
- Jane Lynch - Sue Sylvester
- Jayma Mays - Emma Pillsburry
- Kevin McHale - Artie Abrams
- Lea Michele - Rachel Berry
- Cory Monteith - Finn Hudson
- Matthew Morrison - William Schuester
- Amber Riley - Mercedes Jones
- Mark Salling - Noah "Puck" Puckerman
- Jenna Ushkowitz - Tina Cohen-Chang

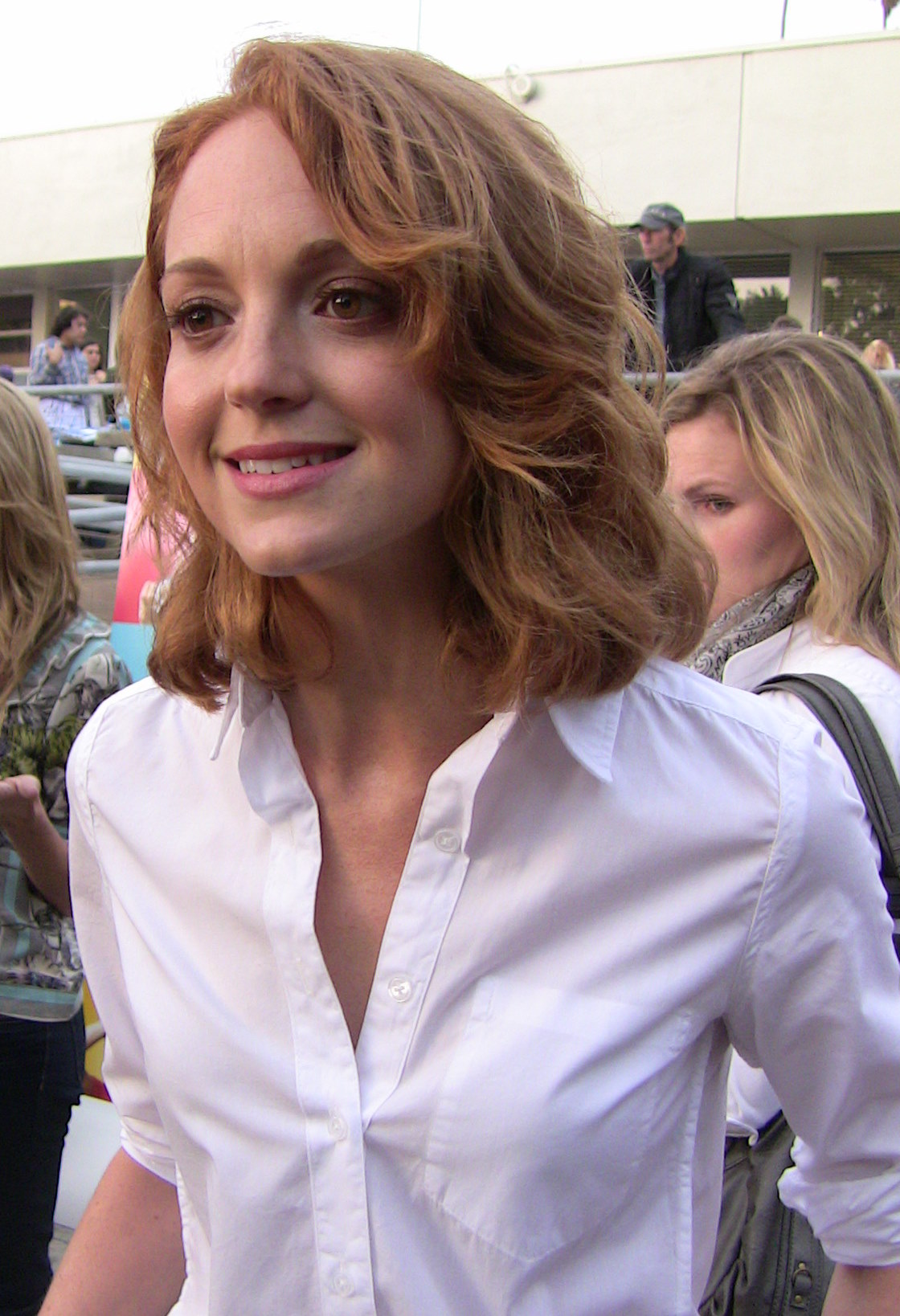
Polibek mezi Emmou (Mays, na obrázku) a Willem v této epizodě byl dobře hodnocen kritiky

## Natáčení
Glee bylo původně zamýšleno jako třináctidílný seriál, jehož poslední epizoda by byla právě tato. 21. září 2009 bylo ve vysílání oznámeno, že je plánováno prodloužení první série o dalších devět epizod. Tato epizoda tedy slouží jako závěr první poloviny seriálu a na ní navazují další epizody, které se vysílaly od 13. dubna 2010. Dění v této epizodě bylo ovlivněno jedenáctou epizodou Vlasografie, kde trenérka roztleskávaček Sue Sylvester předává vedoucím konkurenčních sborů seznam písní New Directions. Morrison vysvětlil, že ostatní sbory předvedou písně, které měly zpívat New Directions dříve, takže by to pak vypadalo, jako by je kopírovali, proto musí New Directions hned změnit písně a vystupovat „za běhu“. Morrison nazval tuto epizodu jako pro něj nejlepší epizodu tohoto seriálu.
Epizodu napsal a režíroval spolutvůrce Glee, Brad Falchuk. Vedlejší postavy, které se v epizodě objeví jsou Brittany (Heather Morris), Santana Lopez (Naya Rivera), Mike Chang (Harry Shum mladší) a Matt Rutherford (Dijon Talton), fotbalový trenér Ken Tanaka (Patrick Gallagher), školní novinář Jacob Ben Israel (Josh Sussman), ředitel Figgins (Iqbal Theba) a místní moderátor zpravodajství Rod Remington (Bill A. Jones). Anna Camp a Patricia Forte v epizodě hostují jako porotci na soutěži- Candace Dykstra a Donna Landries, Peter Choi je Emcee a Thomasina Gross hraje Perfect Engleberger, členku sboru Jane Addams Academy. V této epizodě se také vrací of Eve a Michael Hitchcock jako vedoucí konkurenčních sborů Grace Hitchens a Dalton Rumba. Role Grace byla nabídnuta Eve, poté co ji odmítla Whitney Houston.
V epizodě zazní cover verze „Don't Rain on My Parade“ od Barbry Streisand, „You Can't Always Get What You Want“ od The Rolling Stones, „My Life Would Suck Without You“ od Kelly Clarkson, „And I Am Telling You I'm Not Going“ z muzikálu Dreamgirls, „Don't Stop Believin'“ od Journey a „Proud Mary“ od Creedence Clearwater Revival. Studiové nahrávky „And I Am Telling You I'm Not Going“, „Don't Rain on My Parade“, „You Can't Always Get What You Want“ a „My Life Would Suck Without You“ byly v prosinci 2009 vydány jako singly a jsou dostupné ke stažení. Také se objevily na albu Glee: The Music, Volume 2. Píseň „And I Am Telling You I'm Not Going“ se umístila v hitparádách na 85. místě v Kanadě a na 94. místě v USA, zatímco „Don't Rain on My Parade“ se umístila na 59. místě v Kanadě a na 53. místě v USA. „You Can't Always Get What You Want“ se umístila na 51. místě v Kanadě a na 71. místě v USA a „My Life Would Suck Without You“ se umístila na 66. místě v Austrálii, na 40. místě v Kanadě a na 51. místě v USA. Jenna Ushkowitz jmenovala „You Can't Always Get What You Want“ jako jednu z jejích oblíbených písní na albu; považuje ji za „klasickou“ a Glee cover jako „emocionální“ a byla jednou z posledních písní, které byly v původní sérii epizod. Hudební číslo „My Life Would Suck Without You“ představovalo choreografii z mnoha různých představení z dřívějších epizod.